# Phylica stenantha
Phylica stenantha är en brakvedsväxtart som beskrevs av Neville Stuart Pillans. Phylica stenantha ingår i släktet Phylica och familjen brakvedsväxter. Inga underarter finns listade i Catalogue of Life.